# Václav Freiman
Václav Freiman (27. listopadu 1878 Císařská Kuchyně – 25. července 1953 Duchcov) byl český a československý politik a meziválečný poslanec Revolučního národního shromáždění za Československou stranu socialistickou (pozdější národní socialisté).

## Biografie
Absolvoval učitelský ústav v Praze a pak přesídlil do severních Čech, kde jako činovník Ústřední matice školské učil na českých menšinových školách. Působil zejména v obci Libkovice. Vydával list Stráž českého severu a angažoval se v národně sociální straně, v jejímž krajském výboru zasedal. Za první světové války byl aktivní v protirakouském odboji a v říjnu 1918 se stal předsedou Národního výboru v Libkovicích. Vedl zde sbor dobrovolníků, kteří přebírali moc v regionu do československých rukou (nazýváni Freimanova armáda). Nadále se angažoval v menšinových záležitostech, zasedal v předsednictvu Ústředního Národního výboru menšinového pro severní Čechy se sídlem v Duchcově.
Od roku 1918 zasedal v Revolučním národním shromáždění za Československou stranu socialistickou (národní socialisté). Byl profesí řídícím učitelem.
Jeho zásluhou byla v Libkovicích otevřena roku 1923 nová česká škola. Od roku 1920 se podílel na vzniku a provozu Libkovické družstevní sklárny. V letech 1923–1928 byl předsedou Okresní správní komise v Duchcově. Pak se stáhl z politiky a pokračoval jako řídící učitel. Po likvidaci Libkovic z důvodů těžby uhlí koncem 20. století byl jeho hrob přenesen do zadní části nového hřbitova v Litvínově.
Jeho synem byl režisér Přemysl Freiman a vnučkou je herečka Veronika Freimanová.